# Тьивали
Тьивали (тьиварли, дживарли; Jiwarli, Djwiarli, Tjiwarli; [ciwaɭi]) — мёртвый язык семьи пама-ньюнга, на котором ранее говорили в Западной Австралии австралийские аборигены.
Последним человеком, для которого язык тьивали был родным, это Джек Батлер, который умер в 1986 году. Профессор Питер К. Остин (отдел лингвистики СОАС) собрал материалы о языке тьивали с Джеком Батлером в 1978—1985 годах. Он опубликовал тексты о языке и тьивали-английский словарь, оба в настоящее время вышли из печати.

## Фонология
Слова в тьивали могут начинаться только с одного из следующих звуков: /p k j th m ng nh w y/. Слова не могут начинаться с гласных.
Все слова заканчиваются гласными. Корень может закончится на согласный, однако -pa добавляется ко всем корням, оканчивающимся на l rl rr и -ma добавляются ко всем корням, оканчивающимся на носовые согласные.